# AG Insurance-Soudal/2025
Deze pagina geeft een overzicht van de Belgische vrouwenwielerploeg AG Insurance-Soudal in 2025.

## Algemeen
Teammanager: Jurgen Foré
Ploegleiders: Dani Christmas, Fien Delbaere, Jolien D'hoore, Stijn Steels

Fietsmerk: Specialized
Kleding: Castelli

## Renners

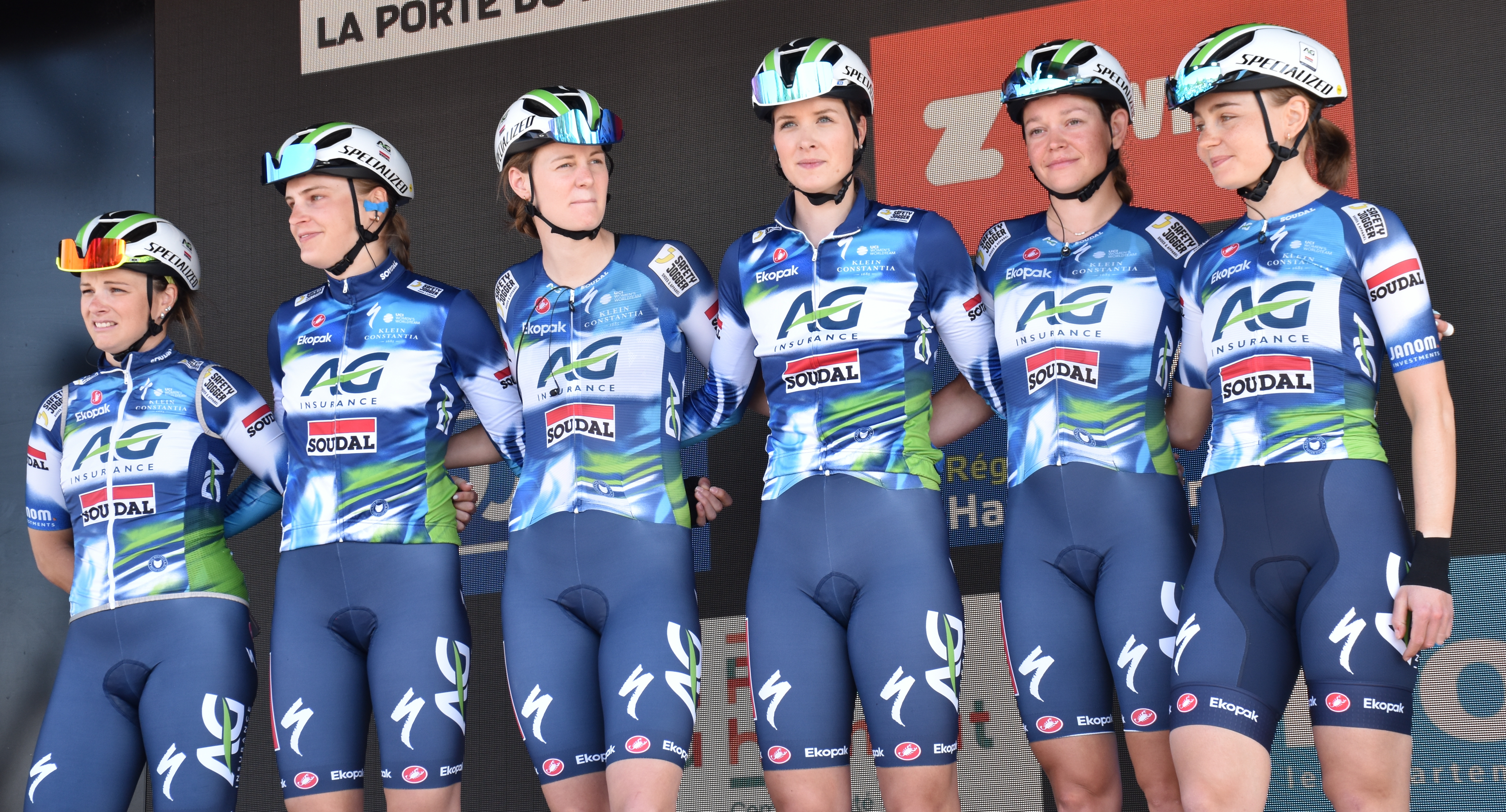
Het team in Parijs-Roubaix 2025.

| Naam                 | Geboortedatum | Nationaliteit | Ploeg 2024         |
| -------------------- | ------------- | ------------- | ------------------ |
| Kimberley Le Court   | 23-03-1996    | Mauritius     |                    |
| Fauve Bastiaenssen   | 22-10-1997    | België        | Lotto Dstny Ladies |
| Mireia Benito        | 30-12-1996    | Spanje        |                    |
| Leonie Bentveld      | 17-04-2004    | Nederland     |                    |
| Julia Borgström      | 09-06-2001    | Zweden        |                    |
| Shari Bossuyt*       | 05-09-2000    | België        | -                  |
| Alana Castrique      | 08-05-1999    | België        | Cofidis            |
| Lore De Schepper     | 12-11-2005    | België        |                    |
| Justine Ghekiere     | 14-05-1996    | België        |                    |
| Sarah Gigante        | 06-10-2000    | Australië     |                    |
| Marthe Goossens      | 04-05-2002    | België        |                    |
| Anya Louw            | 16-10-2000    | Australië     |                    |
| Alexandra Manly      | 28-02-1996    | Australië     | Liv AlUla Jayco    |
| Gaia Masetti         | 26-10-2001    | Italië        |                    |
| Ashleigh Moolman     | 09-12-1985    | Zuid-Afrika   |                    |
| Ilse Pluimers        | 29-04-2002    | Nederland     |                    |
| Nicole Steigenga     | 27-01-1998    | Nederland     |                    |
| Julie Van de Velde   | 02-06-1993    | België        |                    |
| Gladys Verhulst-Wild | 02-01-1997    | Frankrijk     | FDJ-SUEZ           |
| Urška Žigart         | 04-12-1996    | Slovenië      | Liv AlUla Jayco    |

*vanaf 14/6

### Vertrokken
| Naam            | Geboortedatum | Nationaliteit | Ploeg 2025    |
| --------------- | ------------- | ------------- | ------------- |
| Maaike Boogaard | 24-08-1998    | Nederland     | VolkerWessels |
| Maud Rijnbeek   | 03-12-2002    | Nederland     | VolkerWessels |
| Ally Wollaston  | 04-01-2001    | Nieuw-Zeeland | FDJ-SUEZ      |

## Overwinningen
| Nationale kampioenschappen wielrennen België - wegrit: Justine Ghekiere Mauritius - tijdrit: Kimberley Le Court Pienaar Mauritius - wegrit: Kimberley Le Court Pienaar Spanje - tijdrit: Mireia Benito Luik-Bastenaken-Luik Kimberley Le Court Ronde van Noorwegen 1e etappe: Justine Ghekiere Bergklassement: Justine Ghekiere Ploegenklassement: *1) Ronde van Groot-Brittannië 1e etappe: Kimberley Le Court Pienaar | Ronde van Italië 4e etappe: Sarah Gigante 7e etappe: Sarah Gigante Bergklassement: Sarah Gigante Ploegenklassement: *2) Ronde van Frankrijk 5e etappe: Kimberley Le Court Pienaar Ronde van Romandië Ploegenklassement: *3) |  |

*1) Ploeg Ronde van Noorwegen: Ghekiere, Gigante, Manasco, Moerman, Moolman, Muller
*2) Ploeg Ronde van Italië: Benito, De Schepper, Gigante, Manly, Masetti, Moolman, Žigart
*3) Ploeg Ronde van Romandië: Benito, Borgström, Moolman, Van de Velde, Žigart
Mannen:   2003 · 2004 · 2005 · 2006 · 2007 · 2008 · 2009 · 2010 · 2011 · 2012 · 2013 · 2014 · 2015 · 2016 · 2017 · 2018 · 2019 · 2020 · 2021 · 2022 · 2023 · 2024 · 2025
Vrouwen:   2019 · 2020 · 2021 · 2022 · 2023 · 2024 · 2025
AG Insurance-Soudal · Canyon//SRAM zondacrypto  · Ceratizit-WNT Pro Cycling · FDJ-SUEZ · Fenix-Deceuninck · Human Powered Health · Lidl-Trek · Liv AlUla Jayco · Movistar · Roland · Team Picnic PostNL · SD Worx-Protime · Team Visma|Lease a Bike · UAE Team ADQ · Uno-X Mobility